# Antônio Vicente de Siqueira Pereira Leitão
Antônio Vicente de Siqueira Pereira Leitão (Rio Pardo, 17 de janeiro de 1809 — Porto Alegre, 23 de dezembro de 1888) foi um advogado e magistrado brasileiro.
Filho do tenente português Antônio Vicente de Siqueira Pereira Leitão, fez seus estudos preparatórios no Rio de Janeiro e depois formou-se na Faculdade de Direito de São Paulo, em 1834.
Retornou ao Rio Grande do Sul, onde montou seu escritório de advocacia. Republicano, com o início da Guerra dos Farrapos, juntou-se ao movimento farroupilha, em cujo governo foi ministro das pastas da fazenda, justiça e da guerra.
Com o final da guerra e com a anistia que se seguiu pode retornar à sua banca de advogado. Foi depois nomeado promotor público, funcionário da repartição de terras. Foi deputado à assembléia provincial em diversos mandatos.
Nomeado juiz, foi transferido para Guarapuava, no Paraná, na época uma pequena vila, onde ficou por quatro anos, assumindo às vezes a posição de chefe de polícia de Curitiba.
Transferido de volta para o Rio Grande do Sul, foi juiz em Santo Antônio da Patrulha e em Rio Pardo, depois desembargador em Porto Alegre.

## Fonte de referência
- PORTO-ALEGRE, Achylles. Homens Illustres do Rio Grande do Sul. Livraria Selbach, Porto Alegre, 1917.